# La Chapelle-Gaugain
Pour les articles homonymes, voir La Chapelle.
La Chapelle-Gaugain est une ancienne commune française, située dans le département de la Sarthe en région Pays de la Loire, peuplée de 318 habitants. Elle est devenue commune déléguée de Loir en Vallée le 1er janvier 2017.
La commune fait partie de la province historique du Maine, et se situe dans le Haut-Maine.

## Géographie
La Chapelle-Gaugain est une commune du sud de la Sarthe située à 43 km au sud-est du Mans, 50 km au nord de Tours et 32 km à l'ouest de Vendôme. La commune est traversée par le Tusson.
| Vancé                  | Vancé                      | Bessé-sur-Braye          |
| Vancé, Ruillé-sur-Loir | La Chapelle-Gaugain        | Bessé-sur-Braye, Lavenay |
| Ruillé-sur-Loir        | Poncé-sur-le-Loir, Lavenay | Lavenay                  |

## Histoire
Le 1er janvier 2017, la commune fusionne avec Lavenay, Poncé-sur-le-Loir et Ruillé-sur-Loir pour former la commune nouvelle de Loir-en-Vallée.

## Politique et administration
| Période                                  | Période          | Identité           | Étiquette | Qualité             |
| ---------------------------------------- | ---------------- | ------------------ | --------- | ------------------- |
| ?                                        | mars 2001        | Jean-Marie Boutard |           |                     |
| mars 2001                                | mars 2008        | Alain Pinaudier    |           |                     |
| mars 2008                                | novembre 2014    | Jean-Michel Busson | SE        | Technicien papetier |
| février 2015                             | 31 décembre 2016 | Nicole Péan        | SE        | Agricultrice        |
| Les données manquantes sont à compléter. |                  |                    |           |                     |

Le conseil municipal était composé de onze membres dont le maire et trois adjoints.

## Démographie
L'évolution du nombre d'habitants est connue à travers les recensements de la population effectués dans la commune depuis 1793. À partir du 1er janvier 2009, les populations légales des communes sont publiées annuellement dans le cadre d'un recensement qui repose désormais sur une collecte d'information annuelle, concernant successivement tous les territoires communaux au cours d'une période de cinq ans. 
Pour les communes de moins de 10 000 habitants, une enquête de recensement portant sur toute la population est réalisée tous les cinq ans, les populations légales des années intermédiaires étant quant à elles estimées par interpolation ou extrapolation. Pour la commune, le premier recensement exhaustif entrant dans le cadre du nouveau dispositif a été réalisé en 2004,.
En 2021, la commune comptait 318 habitants, en évolution de +9,28 % par rapport à 2015 (Sarthe : +1,37 %, France hors Mayotte : +2,49 %).
La Chapelle-Gaugain a compté jusqu'à 962 habitants en 1821.
| 1793 | 1800 | 1806 | 1821 | 1831 | 1836 | 1841 | 1846 | 1851 |
| ---- | ---- | ---- | ---- | ---- | ---- | ---- | ---- | ---- |
| 666  | 648  | 729  | 962  | 725  | 716  | 754  | 690  | 681  |

| 1856 | 1861 | 1866 | 1872 | 1876 | 1881 | 1886 | 1891 | 1896 |
| ---- | ---- | ---- | ---- | ---- | ---- | ---- | ---- | ---- |
| 637  | 599  | 543  | 550  | 565  | 592  | 614  | 630  | 607  |

| 1901 | 1906 | 1911 | 1921 | 1926 | 1931 | 1936 | 1946 | 1954 |
| ---- | ---- | ---- | ---- | ---- | ---- | ---- | ---- | ---- |
| 612  | 592  | 560  | 524  | 526  | 532  | 473  | 524  | 477  |

| 1962 | 1968 | 1975 | 1982 | 1990 | 1999 | 2004 | 2009 | 2014 |
| ---- | ---- | ---- | ---- | ---- | ---- | ---- | ---- | ---- |
| 508  | 460  | 391  | 375  | 347  | 331  | 329  | 321  | 293  |

| 2019 | - | - | - | - | - | - | - | - |
| ---- | - | - | - | - | - | - | - | - |
| 285  | - | - | - | - | - | - | - | - |

## Lieux et monuments
- Église Saint-Blaise (XIIe et XVIe siècles). Une Vierge à l'Enfant du XIVe, un vitrail du XVIe et une plaque funéraire des Xaintrailles du XVIIe sont classés à titre d'objets aux Monuments historiques[13]
- Château dominant le bourg.

## Personnalités liées
- Emmanuèle de Lesseps, écrivaine, traductrice, et féministe française née en 1946 à La Chapelle-Gaugain.